# 바샤 라할

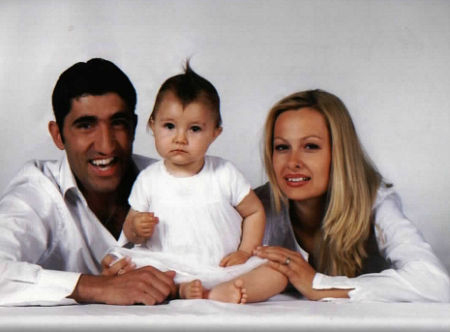

바샤 라할(Bashar Rahal, 1974년 10월 20일 ~ )은 불가리아의 배우이다.
두바이에서 태어났다.

## 영화
- 스페셜 시큐리티 : 라스트 미션 (2017년) - 가짜 미국육군원수 역
- 악의 도시 (2015년) - 코미테 멤버 역
- 인덱스 제로 (2014년)
- 오토마타 (2014년) - 의사 역
- 헤라클레스: 레전드 비긴즈 (2014년) - 대대장 역
- 왕의 이름으로 3 (2013년)
- 코드 레드 (2013년)
- 소피아 (2012년)
- 언디스퓨티드: 1대100의 혈투 (2012년)
- 코난 : 암흑의 시대 (2011년) - 콰터 마스터 역
- 다이렉트 콘택트 (2009년)
- 화이트아웃 (2009년)
- 토너먼트 (2009년) - 아사 사디 역
- 샤크 인 베니스 (2008년)
- 양파 무비 (2008년)
- 다크 스트리트 (2008년)
- 쉐퍼드 - 보더 패트롤 (2008년)
- 전쟁 주식회사 (2008년) - 비디오 가이 역
- 샤크 어택 3 (2002년)
- 데스 트레인 (2001년)